# Nordine Lazaar
Pour les articles homonymes, voir Lazaar.
Nordine Lazaar, né le 19 septembre 1976, est un ancien arbitre international français de handball, appartenant au groupe 1 des arbitres de la Fédération française de handball.
Il arbitra avec son binôme Laurent Reveret, notamment dans le Championnat de France de handball masculin (D1), organisé par la Ligue nationale de handball, mais également dans des compétitions organisées par l'EHF, comme la Ligue des champions ou le Championnats d'Europe 2012, et l'IHF, comme les Jeux olympiques 2012 ou les Championnats du monde en 2009 et 2011.
Il met un terme à sa carrière d'arbitre après les Jeux olympiques 2012.